# 怼
怼是一个汉语汉字，本意为心里抵触，对抗，引申为怨恨，如“怨怼”。在中國流行的网络用语，常用来表示用言语回应或行动反击等含义，曾被评为2017年十大网络用语，从而进入大众视野。“怼”字语义丰富、用法灵活，在各大报刊、社交媒体中经常出现，日常聊天中也会使用，其含义已发生明显变化。

## 字典释义
怼是形声字。从心，对声（汉语拼音：duì；注音字母：ㄉㄨㄟˋ）。本义怨恨。表示心里抵触、对抗。《说文》：怼，怨也。
在成为网络用语之前，“怼”多是用于严肃的场合，经常与“怨”组词，固定搭配使用，属于书面语。

## 网络流行
中國网络用语中的“怼”，在口语中为三声（汉语拼音：duǐ；注音字母：ㄉㄨㄟˇ），一些研究认为该字的流行用法最早在2015年出现于综艺节目《真正男子汉》。作为动词，其常用义为动作领域的“撞”或语言领域的“顶撞”。“怼”不仅具有动词的一般用法，而且一经产生就形成了一系列的词语，如“互怼”“狂怼”“怼神”和“怼王”。这个读音和意义在全国各地多个方言区已经被熟知并使用，拥有庞大的群众基础。“怼”字不仅在各种媒体中传播广泛，甚至在日常生活交流中也频频出现。但是，在网络中兴起的这个“怼”既不是新造词，也不是上古汉语《说文解字》中收录的“怼”，其词义也不是由上古汉语“怼”的词义发展演变而来。
2017年12月18日，中國国家语言资源监测与研究中心发布的2017年度十大网络用语包含了“怼”一词，并认为这从侧面反映出新一代年轻人勇于表达想法、敢于说出不满的人生态度，也说明社会变得越来越包容和多元。在此之后各类综艺节目、新闻标题大量运用这个词，“怼”在一时之间成为高频词汇。也有人认为“怼”字在不同语境下会呈现不同的感情色彩，当双方处于严重的敌对立场时具有很强的攻击性。
关于中國流行用語“怼”语义的来源，一般认为是源自北方方言“㨃”，也有人认为是埻、搥或抵。由于这些字对于大众比较陌生，或者与普通话读音差别较大，在出版物中也很少使用，而怼这个字与之读音相近，在多地方言中都有类似含义，因此当网络上天南地北的人汇聚在一起，用怼代替㨃等字也就更容易被接受。由于其表达的意思明确，主流新闻媒体也常常使用。